# Dorfkirche Lühnsdorf

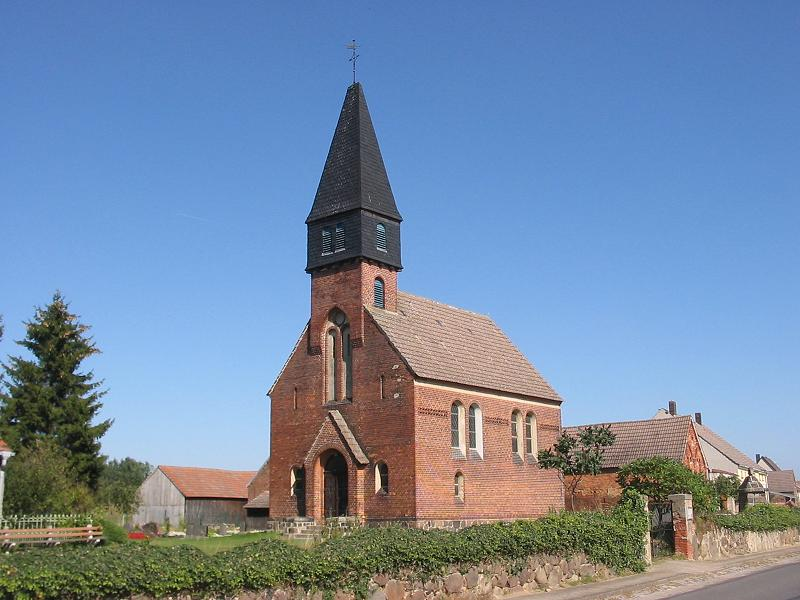
Dorfkirche Lühnsdorf

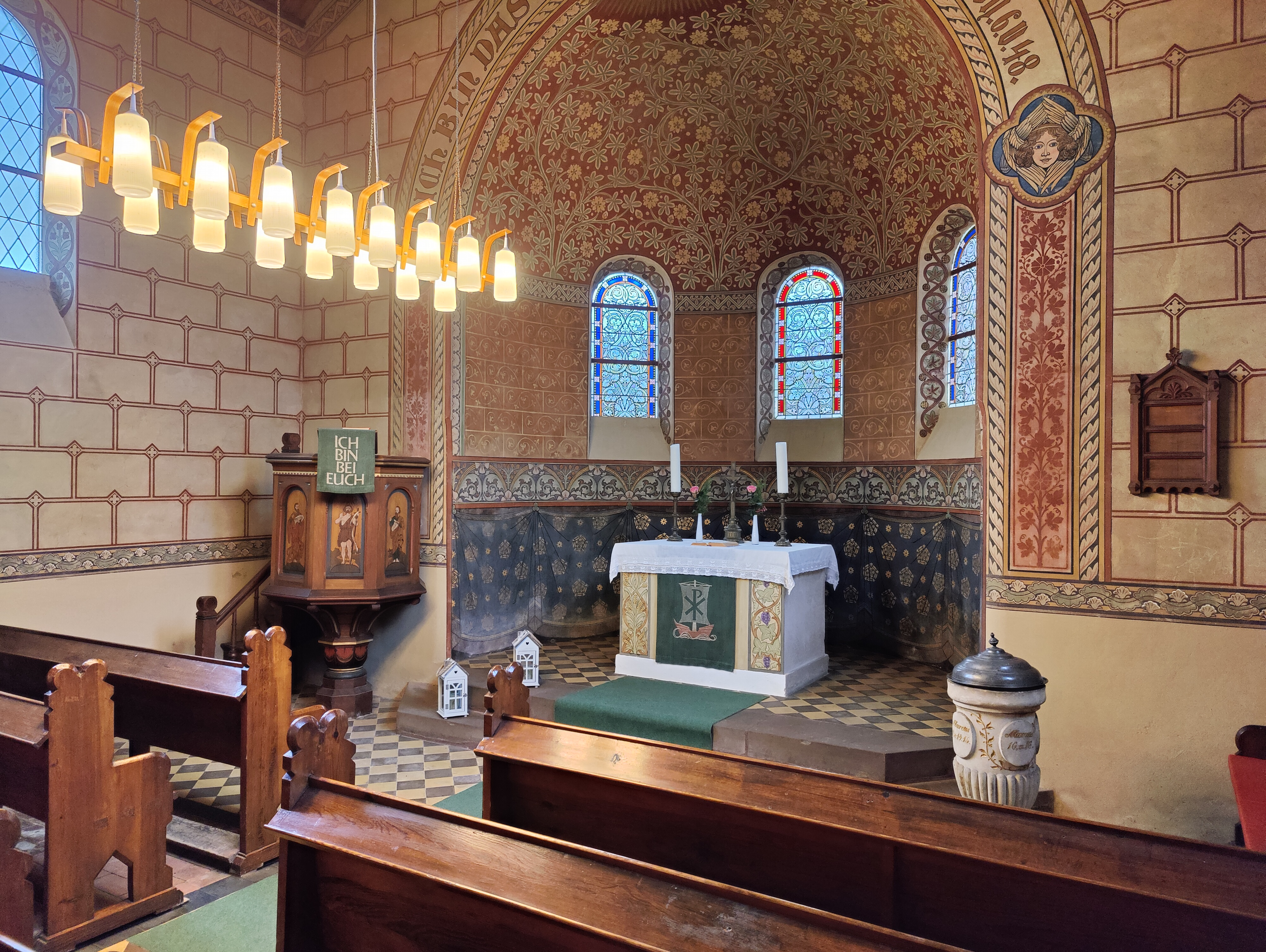
Innenraum (2022)

Die evangelische, denkmalgeschützte Dorfkirche Lühnsdorf steht in Lühnsdorf, einem Gemeindeteil der Stadt Niemegk im Landkreis Potsdam-Mittelmark in Brandenburg. Die Kirchengemeinde gehört zum Kirchenkreis Mittelmark-Brandenburg der Evangelischen Kirche Berlin-Brandenburg-schlesische Oberlausitz.

## Beschreibung
Die Saalkirche wurde 1898 aus Backsteinen im neuromanischen Stil erbaut. Sie besteht aus einem Langhaus, aus dessen Satteldach sich im Westen ein Dachturm erhebt, der mit einem schiefergedeckten Aufsatz versehen und mit einem spitzen Helm bedeckt wurde, und einer Apsis im Osten. In der Fassade im Westen befindet sich das von einer Ädikula umrahmte Portal.
Die hölzerne Kirchenausstattung ist in ihrer Polychromie fast unverändert erhalten. Die Orgel wurde 1898 von Friedrich Wilhelm Lobbes gebaut. Ihre fünf Register verteilen sich auf ein Manual und Pedal. Eine Restaurierung erfolgte 2019 durch Jörg Dutschke.